# Alfredo Catarsini

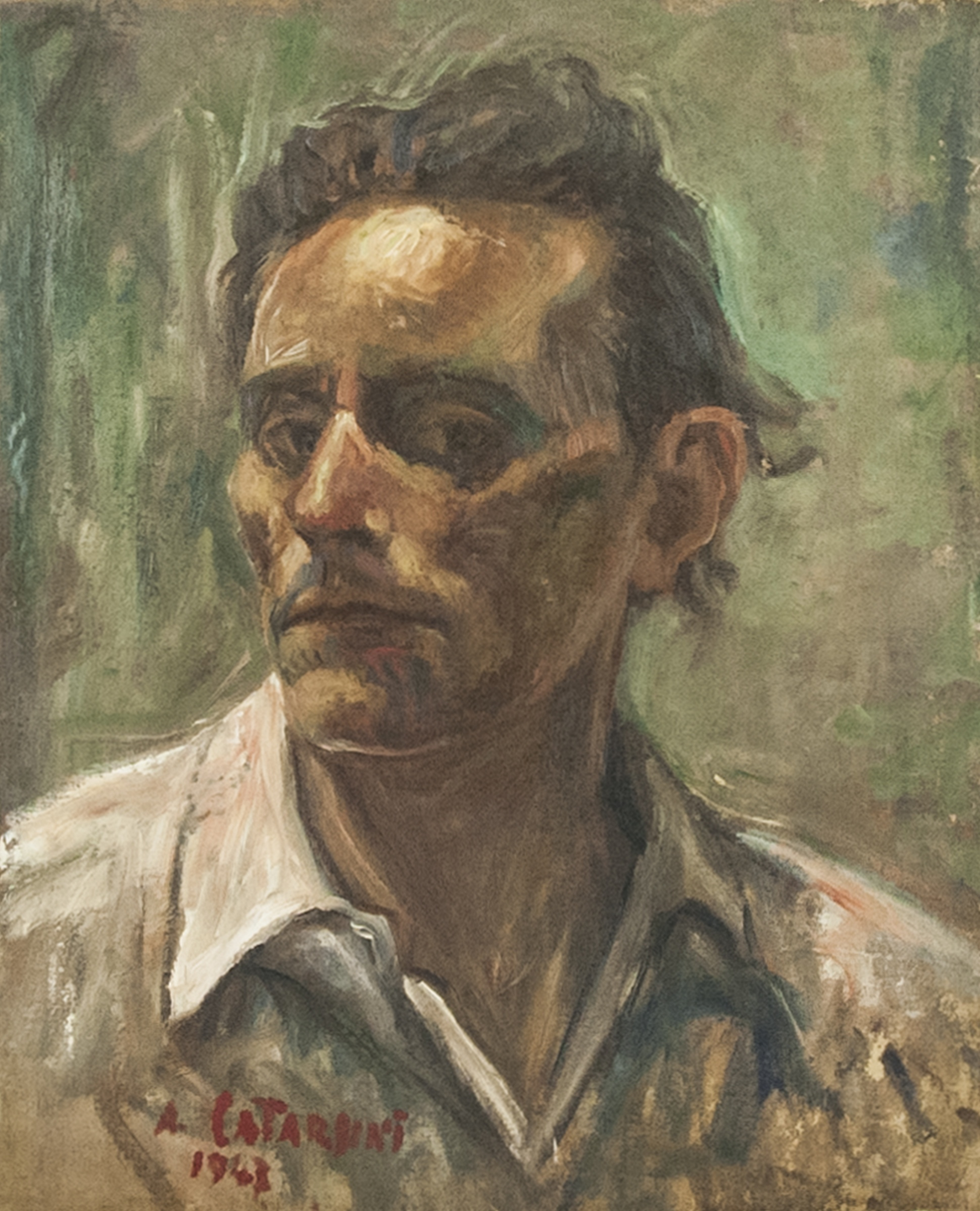
Autoritratto 1943

Alfredo Catarsini (Viareggio, 17 gennaio 1899 – Viareggio, 28 marzo 1993) è stato un pittore italiano.

## Biografia[1]

### Gli esordi
Alfredo Catarsini nasce a Viareggio il 17 gennaio 1899 nel quartiere Vecchia Viareggio in via Regia, vicino alla Torre Matilde, nella casa appartenuta ad Ippolito Ragghianti. Tranne brevi periodi, trascorre tutta la sua vita a Viareggio.
Inizia a dipingere molto presto, grazie all'appoggio della famiglia. Appena quindicenne si reca a Parigi con gli zii dove incontra Amedeo Modigliani a Montmartre.
Nel 1919 si diploma all'Istituto delle Belle Arti a Lucca, dopodiché inizia a frequentare il vivace ambiente artistico versiliese. Nel 1924 apre in una vecchia fabbrica di mattonelle uno studio che diventa un ritrovo per giovani pittori cresciuti sotto la guida di Lorenzo Viani. Lo stesso Lorenzo Viani ritiene Alfredo Catarsini come uno dei più interessanti artisti viareggini.
In occasione dell'edizione 1926 del Carnevale di Viareggio si cimenta nella realizzazione di uno dei carri che sfilano in concorso dal titolo "Le pesciaie al Carnevale".
Nel 1927 partecipa all'Esposizione Nazionale dell'Arte del Paesaggio a Bologna, l'anno successivo prende parte a Firenze alla Prima Mostra Regionale d'Arte Toscana e nel 1929 tiene la sua prima personale a Viareggio nelle sale di Palazzo Paolina.
Nel 1923 si sposa con Giuseppina Rossi, dalla quale avrà due figli: Mity e Orazio.

### Gli anni trenta e quaranta
La sua lunga carriera, che attraversa tutto il Novecento, accelera a partire dagli anni trenta. Nel 1933 partecipa al Premio Nazionale di Pittura “Golfo della Spezia” organizzato da F.T. Marinetti ed entra a far parte del gruppo del Secondo Futurismo. Nel 1937 tiene una personale a Bastia in Corsica, che ottiene un lusinghiero successo, e partecipa con due opere alla Seconda Mostra del Sindacato Nazionale Fascista di Belle Arti presso la Palazzina Spagnola di Napoli.
Di grande rilievo è la partecipazione nel 1939 al Premio Cremona, dove gli viene assegnato il II premio ex aequo per l'opera I rurali ascoltano; nello stesso anno partecipa anche al Premio Bergamo  con il dipinto Vele al sole.
Nel 1940 tiene una personale alla Casa degli Artisti di Milano, nell'occasione la Galleria d'Arte Moderna di Milano acquista il dipinto Il Porto di Viareggio. Sempre nello stesso anno partecipa alla seconda edizione del Premio Cremona con il dipinto Il grano della bonifica lucchese. In settembre una selezione delle opere del Premio Cremona saranno esposte ad Hannover per rappresentare l'arte italiana, Catarsini è presente in quanto artista premiato.
Nel 1941 partecipa a Firenze alla XII Mostra d'Arte Toscana in Palazzo Strozzi, e a Milano alla III Mostra Intersindacale a Palazzo dell'Arte con il dipinto Barche di renaioli; a dicembre si apre una sua personale alla Galleria P. Grande di Milano.
Nel 1942 è invitato alla XXIII Biennale di Venezia dove espone Donne nel rifugio antiaereo.
Nel 1943, a gennaio tiene una personale alla Sala dei Bancari a Roma e l'opera Paese Toscano viene acquistata dalla Galleria d'Arte Moderna di Roma; inoltre partecipa alla IV Edizione della Quadriennale Romana, dove espone il dipinto Paesaggio.
Nel 1944, durante lo sfollamento in Lucchesia a San Martino in Freddana,  affresca l'abside della parrocchiale con una rappresentazione unica del dramma della guerra: la Madonna discende fra gli uomini in un paesaggio che raffigura esplicitamente i terribili danni del conflitto, con carri armati, bombardieri, case distrutte e dolenti sfollati.

### Il dopoguerra
Negli anni dal dopoguerra fino ai primissimi '90 il pittore è presente a numerosissime esposizioni, sia personali che collettive, in Italia e all'estero. Nel 1948 e nel 1950 partecipa nuovamente alla Biennale di Venezia, con Paese e Il Cantiere. Prende parte alle edizioni della Quadriennale Romana del 1948, del 1951 del 1955 e del 1959, esponendo rispettivamente Ragazza di casa, Autoritratto, Monache sulla spiaggia e Scheletri sulla spiaggia. Nel 1956 espone al Museo di Lindau in Svizzera nella collettiva Moderne Italienische Kunst, e da quell'anno espone regolarmente al Premio F.P. Michetti a Francavilla al Mare. Nel 1966 espone a Parigi e a Milano. Nel 1971 espone a Parigi al Salon Babylon, dove riceve una medaglia d'oro per l'opera Composizione meccanica. A Milano nel 1978,vince il premio Triade con il dipinto Orfanelle. Nel 1981 a Firenze Palazzo Strozzi gli dedica una grande antologica, altre si tengono nel 1982 a Parigi all'Ambasciata d'Italia e a Ferrara a Palazzo dei Diamanti. Nel 1983 è Viareggio che gli dedica un'antologica nelle sale di Palazzo Paolina. Ne seguiranno altre, in particolare quella del 1988, organizzata dal Comune di Milano presso il Museo di Milano, e l'ultima del 1991 di nuovo a Palazzo Paolina nella sua città.
Dal 1951 al 1968 insegna all'Istituto Statale d'Arte Stagio Stagi di Pietrasanta, dove ricopre prima la cattedra di Decorazione e Disegno Musivo e in seguito quella di Disegno dal Vero.
Dal dopoguerra agli anni '80 collabora con varie riviste letterarie e quotidiani locali pubblicando numerosi racconti e articoli. Nel 1968 esce il suo romanzo Giorni Neri ambientato in Lucchesia durante la Resistenza.

### Gli ultimi anni
A partire dal 1989, spinto dalla presenza della nipote Elena Martinelli, trascorre lunghi periodi a Lodi, soprattutto durante la primavera e l'inizio dell'autunno.
Di particolare ispirazione per l'artista è il fiume Adda. Il corso d'acqua è stato anche soggetto di una nota poetica scritta da Catarsini nel settembre 1989.

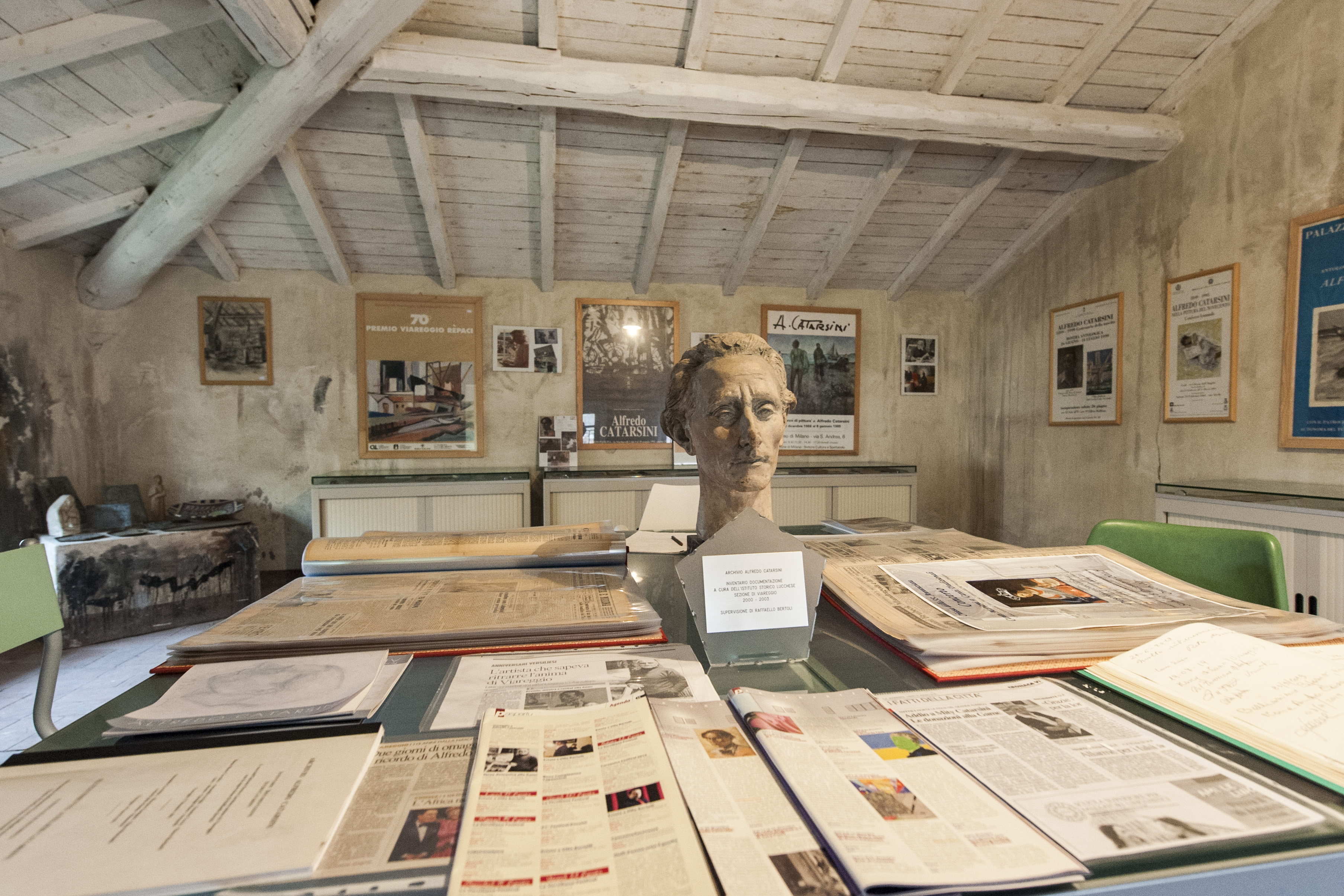
Atelier di Villa Paolina

Nel settembre 1990 a Lodi riceve il Premio Arvini, un riconoscimento conferito ad artisti che in qualche modo sono legati alla città.
Alfredo Catarsini si spegne a Viareggio il 28 marzo 1993.
Le sue opere si trovano in alcune collezioni pubbliche: la Galleria d'Arte Moderna di Milano, Ferrara, Roma, Lodi, Viareggio, Pietrasanta, Pisa, Parigi e nel museo d'arte di Monaco di Baviera.
Nel 2003, su iniziativa della nipote Elena Martinelli, il suo atelier è stato riallestito nelle soffitte di Villa Paolina a Viareggio. L'atelier originale era stato utilizzato dal pittore per più di 50 anni fino alla sua morte, anche come luogo di incontro; al suo interno si possono trovare cavalletti, quadri, sedie, pennelli e ritagli di giornale, mentre una stanza ospita il suo archivio riordinato a cura dell'Istituto Storico Lucchese.
A partire dal 2012, all'interno del Festival Viareggio EuropaCinema, viene assegnato un premio a nome Alfredo Catarsini per la migliore opera grafico pittorica.

## Attività artistica[1]
La vicenda artistica di Alfredo Catarsini si estende per tutto il XX secolo, periodo storico che vede anche la trasformazione di Viareggio in centro balneare per il turismo di massa sino ad una città standardizzata ed espansa con un'urbanizzazione disorganizzata.
Il pittore assorbe in modo consapevole e libero i diversi stili delle avanguardie del ‘900: dalle prime forme di paesaggi di derivazione macchiaiola e impressionista, a composizioni volumetriche e plastiche con colorazioni tipiche dell'espressionismo, passando anche per il figurativismo, il surrealismo, l'astrattismo, sino all'incontro con rotture più accentuate che danno origine al Riflessismo e a Simbolismo meccanico, due periodi decisamente distintivi ed identificati dallo stesso Catarsini.
Il Riflessismo e il Simbolismo Meccanico sono il risultato dell'impatto con la cultura europea, a cui l'Italia era rimasta estranea lungo tutto il periodo del Ventennio fascista. Sono due periodi artistici che affrontano il dramma delle civiltà delle macchine, dell'alienazione e della solitudine.
Negli anni della II Guerra Mondiale l'artista formula la poetica del Riflessismo, che nasce dall'osservazione casuale di alcuni oggetti che, riflessi in un dipinto sotto vetro, creano una realtà distorta e frammentaria. Queste osservazioni, sovrapposte alle giovanili esperienze futuriste, danno vita a una serie di dipinti in cui gli oggetti di ogni giorno diventano ambigui attraverso la frammentazione e la sovrapposizione, e sembrano far parte di una sorta di mondo parallelo, reso con linee nette e divergenti e colori caldi, con un grande uso dei rossi e delle terre.
Nel Simbolismo Meccanico, elaborato nei primi anni del dopoguerra, l'Artista mescola immagini tecnologiche ad altre surreali, con risultati enigmatici (come accadeva spesso anche nel periodo del Riflessismo) in cui si avverte una ricerca di ambiguità visiva. In seguito, colpito dalla solitudine e dall'alienazione dell'uomo al cospetto delle macchine e delle nuove tecnologie, dà vita a una serie di dipinti in cui inserisce volti dalle espressioni attonite e rassegnate; l'uomo non riesce a dominare le macchine che ha costruito e appare vittima passiva di questi meccanismi, in cui pulegge e ruote si mescolano a linee divergenti e a inquiete presenze umane.

Il pittore fonde e unisce questi linguaggi, non seguendo un percorso cronologico o progressivo, ma adattandoli in base al soggetto, all'urgenza formale o al solo stato d'animo, rigenerandosi, sperimentando, intersecando più linguaggi o abbandonando completamente un'esperienza per un'altra. Proprio per questo è facile individuare quando Catarsini inizia ad inserire una nuova corrente artistica all'interno sue opere, ma è molto complesso se non impossibile, identificare la fine del suo utilizzo. La ragione principale di questa sorta di nomadismo artistico risiede nella convinzione più volte espressa da Catarsini stesso:
L'arte è più forma che contenuto, il soggetto non è che un pretesto, è la forma che deve resistere all'indagine del tempo. E se il soggetto è un pretesto per fare arte tutto è legittimo.  Per cui non esiste il problema di passare dall'astratto al figurativo o viceversa, per l'artista è lo stesso. È vero che l'astratto è un'altra esperienza ma non significa che l'una spodesti l'altra. La pittura muta, è come le stagioni, dà frutti diversi e svariati… l'importante è avere fantasia.
Il ritratto, o più in generale la rappresentazione della figura, e il paesaggio sono i due soggetti cardine della pittura del Catarsini. Le varie fasi artistiche sperimentate da Catarsini sono particolarmente visibili sugli autoritratti. Allo stesso tempo il paesaggio è studiato e osservato quasi con occhio scientifico cogliendo nel colore, nelle sfumature, nelle forme le stagioni, le simbologie, l'età. L'acqua e in particolare il mare, con il quale l'artista ha un legame viscerale, sono soggetti ricorrenti nella sua opera, assieme alle darsene, ai cantieri, alle barche e ai pescatori; nell'ultima fase della sua vita sarà il fiume Adda il protagonista di molti suoi dipinti.

## La Fondazione[10]
La "Fondazione Alfredo Catarsini 1899" è intitolata al Maestro versiliese Alfredo Catarsini.
La Fondazione nasce per volontà della nipote del Maestro – Elena Martinelli – e di suo marito Gianvittorio Serralunga, in memoria della madre Mity Catarsini, all'inizio dell'estate 2020 è stata concepita la "Fondazione Alfredo Catarsini 1899" che, ispirata ai principi del Terzo Settore (cioè enti che operano non per scopo di lucro ma con finalità civiche o di utilità sociale), ha come scopi statutari, oltre la conservazione e valorizzazione dell'opera intellettuale e artistica del Maestro Catarsini, anche le azioni volte a perseguire, proporre, valorizzare la promozione, la divulgazione, l'istruzione, la ricerca, la formazione di tutte le attività inerenti alle "discipline artistiche" in ogni forma e espressione attraverso la diffusione e l'ampliamento della conoscenza umana, i contatti tra persone, enti ed associazioni.
La Fondazione è stata presentata a Firenze, il giorno 11 marzo 2021, nella sala del Consiglio Regionale della Toscana.
È possibile mettersi in contatto con la Fondazione attraverso i contatti indicati nel sito www.fondazionecatarsini.com
La Fondazione è iscritta nel Registro Prefettizio delle Persone Giuridiche – Prefettura di Lucca nº 456
La Fondazione Alfredo Catarsini 1899 è a disposizione di tutti i collezionisti che volessero ottenere una expertise delle opere del Maestro in loro possesso da inserire nel Catalogo Generale delle opere, le informazioni per la procedura sono consultabili qui, sono gradite le segnalazioni di opere fuori circuito ed anche di documentazione per l'archivio storico che possono essere segnalate attraverso i contatti presenti nella pagina del sito della Fondazione.

## Il Premio[6]
Il premio intitolato al pittore Alfredo Catarsini è nato a Pietrasanta nel 2002. Dal 2005 è a Viareggio e l'undicesima edizione è stata inserita nel progetto “Cinema e Arti Visive” del Festival Viareggio Europa Cinema.
Nelle varie edizioni fino al 2015 hanno partecipato circa 800 studenti provenienti da tutta la Toscana.
Si tratta di una gara di grafica o pittura extempore dal vero. È una tipologia di concorso ormai in disuso per le difficoltà organizzative che presenta ma che riesce ad enfatizzare le capacità artistiche e interpretative dei giovani, ma intende ricordare di Catarsini l'aspetto di docente di disegno dal vero e che egli stesso è stato sempre un pittore e un disegnatore en plain aire.
Il Presidente decide la mattina stessa la location e i concorrenti hanno a disposizione un tempo relativamente breve (4-5 ore) per scegliere l'inquadratura preferita e eseguire il bozzetto dell'opera. La commissione giudicatrice si riunisce subito e la premiazione avviene il pomeriggio.
Vengono assegnati 3 premi di cui il primo è un premio acquisto.
Il vincitore del primo premio ha a disposizione 10 giorni per consegnare la propria opera compiuta che sarà pubblicata ed esposta permanentemente nell'atélier Alfredo Catarsini nei Civici Musei Palazzo Paolina Bonaparte a Viareggio.
Presidente dal 2002 al 2015 è stato il poeta, giornalista, scrittore e critico d'arte Raffaello Bertoli.
Il premio Alfredo Catarsini ha avuto, tra gli altri, il patrocinio del Ministero dell'Istruzione dell'Università e della Ricerca (prot. n. AOODRTO-17194) e della Provincia di Lucca.